# Chris Hedges

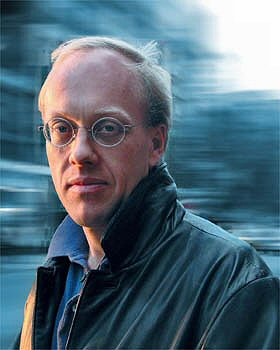
Chris Hedges (2007)

Christopher Lynn Hedges (* 18. September 1956 in St. Johnsbury) ist ein US-amerikanischer Journalist und Autor. Er veröffentlichte mehrere politische Sachbücher und war längjähriger Auslandskorrespondent der New York Times. Später war er unter anderem für Truthdig, RT America, Scheer Post und The Real News Network tätig.

## Leben und Tätigkeit

### Frühes Leben
Hedges wurde 1956 als Sohn eines presbyterianischen Predigers geboren. Sein Vater war ein Veteran des Zweiten Weltkriegs, der sich während des Vietnamkriegs zum entschiedenen Pazifisten wandelte. Er wuchs in einer kleinen Gemeinde in Schoharie County südwestlich von Albany im US-Bundesstaat New York auf.
Aufgrund eines Begabtenstipendiums wurde Hedges in den 1960er und 1970er Jahren an der Loomis Chaffee School, eine Privatschule in Windsor, Connecticut, ausgebildet. Zu dieser Zeit entdeckte er eigenen Angaben zufolge sein Interesse an sozialen Fragen: Nachdem ihm die kläglichen Wohn- und Lebensverhältnisse, in denen das Arbeitspersonal der Schule (Küchenpersonal, Reinigungspersonal etc.) lebten, auffiel, machte er diese in einer von ihm gegründeten Schülerzeitung und in einem Vortrag vor einer Elternversammlung öffentlich, woraufhin die in Verlegenheit gebrachte Schulleitung für eine bessere Ausstattung der Wohnquartiere der Angestellten sorgte. Hedges unautorisierte Schülerzeitung wurde indessen von der Schulleitung verboten. Er schloss den Schulbesuch 1975 ab.
Nach dem Schulbesuch studierte Hedges Englisch an der Colgate University, die er 1979 mit einem Bachelor-Abschluss verließ. Für sein Postgraduierten-Studium wechselte er an die Harvard Divinity School. Dort studierte er Theologie sowie Altertumswissenschaften und Altgriechisch. Neben seinem Studium leitete er eine kleine Kirche in einem Vorort von Boston.

### Journalistische Tätigkeit in Süd- und Mittelamerika in den 80er Jahren
1980 unterbrach Hedges sein Studium in Harvard für ein Jahr, um, nachdem er Interesse an journalistischer Tätigkeit entwickelt hatte, nach Cochabama in Bolivien zu gehen, um die spanische Sprache zu erlernen, um zukünftig als Journalist aus süd- und mittelamerikanischen Ländern berichten zu können. Anschließend steuerte er zunächst einige Beiträge für die Washington Post als freischaffender Journalist bei, bevor er im Auftrag des Radiosenders NPR nach Buenos Aires ging, um von dort über den damals (1982) zwischen Großbritannien und Argentinien ausgetragenen Falklandkrieg zu berichten.
1982 kehrte Hedges in die Vereinigten Staaten zurück, um seine Studien abzuschließen. 1983 schloss er sein Studium an der Harvard Divinity School mit einem Master-Abschluss ab.
Von 1983 bis 1984 berichtete Hedges als Kriegsberichterstatter für den Christian Sciene Monitor und für den Radiosender NPR aus El Salvador, Nicaragua und Guatemala. 1984 wurde er Büroleiter der Dallas Morning News für Zentralamerika. Auf diesem Posten blieb er bis 1988. Während dieser Zeit berichtete er weiterhin vorwiegend über die kriegerischen Auseinandersetzungen, die in mehreren Ländern der Region tobten, wobei er mehrfach unter Beschuss geriet. Hedges hat später offenbart, dass seine Erlebnisse als Kriegsberichterstatter in Mittelamerika – und später in Jugoslawien und im Nahen Osten – dazu führten, dass er eine Posttraumatische Belastungsstörung entwickelt, die ihn auch Jahre später noch psychisch belastet. Noam Chomsky äußerte sich zu dieser Zeit anerkennend über Hedges Arbeit, indem er diesen als einen der „wenig amerikanischen Journalisten in Zentralamerika“ bezeichnete, „die es verdienen mit dieser Bezeichnung tituliert zu werden“ („[one of the] few US journalists in Central America who merit the title“).

### Kriegsberichterstatter im Nahen und Mittleren Osten und in Jugoslawien
1990 wurde Hedges von der New York Times angeheuert. Für diese war er anschließend bis 2005 tätig. Noch 1990 ging er als Korrespondent für die Times in den Nahen Osten. 1991 berichtete er über den Ersten Golfkrieg, der als Reaktion auf die irakische Invasion von Kuwait zwischen dem Irak und den Vereinigten Staaten ausgetragen wurde. Aufsehen erregte seine Verhaftung durch die US-Armee und die Aufhebung seiner offiziellen Anerkennung als Pressevertreter durch das US-Militär: Dies war eine Reaktion auf seine Weigerung, sich in das in diesem Krieg vom US-Militär im Umgang mit Journalisten praktizierte „military pool system“ einzufügen, das darin bestand, dass Journalisten sich nicht als auf eigene Faust agierende Einzelgänger im Kriegsgebiet bewegen sollten, sondern dass diese das Kriegsgebiet ausschließlich in organisierten Trossen gemeinsam mit US-Einheiten, denen sie jeweils zugeteilt werden würden, durchqueren sollten. Hedges, der das pool system als eine Einschränkung seiner journalistischen Freiheit und Unabhängigkeit ansah, hatte sich geweigert, sich in einen solchen Tross einzufügen und sich stattdessen eigenständig (also ohne Anbindung an eine militärische Einheit) im Kriegsgebiet „herumgetrieben“. Er ignorierte nach seiner Freilassung die Aufhebung seiner Pressezulassung und berichtete weiterhin, entgegen den Vorgaben des US-Militärs, ohne Zulassung und ohne Einbindung in das pool system aus dem Kriegsgebiet für die Times. Rückendeckung erhielt sein subversives Verhalten durch den leitenden Redakteur der Times für sein Ressort R. W. Apple Jr.
Nach dem Ende des Krieges wurde Hedges während eines Aufenthaltes in Basra, von wo er über die dortigen Verhältnisse berichten wollte, von Angehörigen der Republikanischen Garden des irakischen Staates in Haft genommen. Bald nach seiner Freilassung wurde er im Herbst 1991 zum Büroleiter der New York Times für den Mittleren Osten ernannt. In dieser Eigenschaft berichtete er insbesondere über Gräueltaten, die irakische Truppen 1991/1992 in den Kurdengebieten im Norden des Iraks als Reaktion auf die Aufstände begingen, die Teile der kurdischen Bevölkerung angesichts der Schwächung der Zentralregierung des Landes unter Saddam Hussein durch den Krieg mit der von den Vereinigten Staaten angeführten Koalition unternahmen. Eine Folge dieser Berichterstattung war, dass Hedges von der irakischen Regierung in eine Gruppe von Journalisten eingereiht wurde, die über die Geschehnisse im Irak berichtet hatten, auf die im Namen von Saddam Hussein Kopfgelder ausgesetzt wurden, die jedem, der einen von diesen töten würde, eine erhebliche finanzielle Belohnungen versprachen. Einige dieser Journalisten, wie zum Beispiel die deutsche Reporterin Lissy Schmidt, wurden infolgedessen von Attentätern getötet oder schwer verletzt.
1995 wurde Hedges zum Büroleiter der New York Times für den Balkan ernannt. Er wurde in Sarajewo stationiert, wo er den Artilleriebeschuss der Stadt durch bosnisch-serbische Truppen miterlebte. Im Juli des Jahres berichtete er über das Massaker von Srebrenica. Aufsehen erregte er, als er kurz nach dem Kriegsende ein Massengrab in der Grube der Ljubija Mine ausfindig machte, in der serbische Truppen während der ethnischen Säuberungen, die sie während des Konfliktes durchgeführt hatten, mehrere tausend Leichen von von ihnen zu Tode gebrachten Männern verborgen hatten. 1998 war Hedges der erste Reporter der zusammen mit Angehörigen der Kosovarischen Befreiungsarmee im Kosovo einrückte. Im Folgejahre veröffentlichte Hedges ein Dossier in der Times, in dem er Nachweise dafür vorlegte, dass der Kommandeur der Kosovarischen Befreiungsarmee (und spätere Präsident des Kosovo) Hashim Thaçi ein halbes Dutzend andere Rebellenkommandeure durch Attentate beseitigen hatte lassen, um sich potentieller Konkurrenten zu entledigen und seine eigene Macht auszubauen bzw. zu sichern. Das von Hedges zusammengetragene Belastungsmaterial stellt eine der Grundlagen dar, auf denen die spätere Anklage von Thaçi als Kriegsverbrecher durch den Internationalen Strafgerichtshof in Den Haag sich stützte.
Im Oktober 2000 beendete Hedges seine Laufbahn als aktiver Berichterstatter aus Kriegsgebieten. Nach den Anschlägen vom 11. September 2001 wurde er von der New York Times nach Paris entsandt, um von dieser Ausgangsposition Europa und den Mittleren Osten bereisen zu können, um von diesen Schauplätzen über Ereignisse, die im Zusammenhang mit dem zu dieser Zeit von der amerikanischen Regierung initiierten Krieg gegen den Terror potentiell von Bedeutung waren, zu berichten.
Zusammen mit einem Team weiterer investigativer Berichterstatter der Times wurde Hedges 2002 mit dem Pulitzer-Preis für ihre Berichterstattung über den globalen Terrorismus und speziell über die, häufig als ein Terrornetzwerk angesehene, Organisation Al Qaeda ausgezeichnet. Hedges Einbeziehung in die Auszeichnung wurde speziell mit einem Artikel begründet, den er im Oktober 2001 verfasst hatte, in dem er den gescheiterten Versuch von Al Quaeda, einen Sprengstoffanschlag auf die amerikanische Botschaft in Paris zu verüben, aufgearbeitet hatte. Als Einzelperson wurde Hedges im selben Jahr außerdem mit dem Amnesty International Global Award for Human Rights Journalism ausgezeichnet.
2002 und 2003 positionierte Hedges sich als scharfer Kritiker und Gegner der damals von US-Regierung unter George W. Bush bekundeten Pläne, die Regierung von Saddam Hussein im Irak durch eine militärische Invasion des Landes zu stürzen. Er bewertete dieses Vorhaben, sofern es verwirklicht werden sollte, als einen aggressiven militärischen Akt bzw. einen Angriffskrieg (war of aggression) im Sinne des Londoner Statuts von 1945. Kurz nachdem, das US-Militär dann 2003 tatsächlich ihre Invasion des Iraks begann, verurteilte Hedges diesen Schritt öffentlich in einer Rede, die er bei einer Abschlusszeremonie am Rockford College hielt. Sein Arbeitgeber, die New York Times kritisierte Hedges Aussagen. Die Redaktion der Zeitung erteilte ihm eine formale Rüge, die sie damit begründete, dass seine Äußerungen angeblich geeignet gewesen seien, das Vertrauen der Öffentlichkeit in die Unparteilichkeit der Times zu untergraben. 2005 beendete Hedges seine Tätigkeit für die Times. Er begründete seine Entscheidung nach mehr als fünfzehnjähriger Tätigkeit für die Zeitung nicht länger für diese zu arbeiten u. a. mit der ihm erteilten Rüge. Später äußerte er hierzu, dass er vor der Wahl gestanden habe, sich entweder selbst zu knebeln und von ihm für richtig gehaltene Auffassungen nicht öffentlich auszusprechen, um den Fortgang seiner Karriere bei der Times nicht zu gefährden, was er als einen Verrat an seinem eigenen Gewissen empfunden habe, oder seine Ansichten unverhohlen auszusprechend, was unter den obwaltenden Verhältnissen früher oder später zu seiner Entlassung geführt haben würde. Deshalb habe er beschlossen, die Zeitung von sich aus zu verlassen, bevor diese ihn entlassen würde.

### Journalistische Tätigkeit seit 2005
2005 begann Hedges als Kolumnist für die Plattform Truthdig zu schreiben, für diese verfasste er vierzehn Jahre lang, bis 2020, eine wöchentliche Kolumne. Er wurde schließlich, zusammen mit der gesamten Redaktion von Truthdig, im März 2020 entlassen. Hintergrund dieses Schrittes war, dass die Belegschaft Anfang März 2020 aus Protest gegen den Versuch des Herausgebers von Truthdig, den Chefredakteur Robert Scheer zu entlassen und um der Forderung, die Bildung einer Gewerkschaft zu erlauben, Nachdruck zu verleihen, in den Streik getreten war. Nach seiner Entlassung schloss Hedges sich Scheer an, als dieser eine eigene journalistische Plattform, die Scheerpost, gründete. Für diese steuerte er in den folgenden Jahren eine Reihe von Beiträgen bei.
Parallel zu seiner Tätigkeit für Truthdig begann Hedges in den 2000er Jahren eine Reihe von Monographien zu politischen Themen als Sachbuchautor vorzulegen. 2006 wurde er für seine schriftstellerische Tätigkeit mit dem
Lannan Literary Award auf dem Gebiet der Non-Fiction ausgezeichnet. Speziell wurde ihm Anerkennung für sein Werk Losing Moses on the Freeway: The 10 Commandments in America gezollt. Dieses befasst sich mit der nach Hedges Wahrnehmung häufig anzutreffenden Kluft, zwischen dem verbalen Bekenntnis zu den christlichen Werten vieler seiner Landsleute einerseits, und ihrem tatsächlichen Handeln, das diese grob missachte, andererseits.
Seit etwa 2010 betätigt Hedges sich ehrenamtlich als Dozent in einem von der Princeton University initiierten Programm zur Unterrichtung von Strafgefangenen im Staat New Jersey, um diesen den Erwerb höherer Bildungsabschlüsse während ihrer Haftzeit zu ermöglichen. Hedges hat seither mehr als zwei Dutzend Kurse gegeben, in denen er Gefangenen Fähigkeiten auf dem Gebiet des professionellen Schreibens vermittelt. Durch den intensiven Kontakt mit dem amerikanischen Gefängnissystem, den er durch diese Tätigkeit erlangt hat, hat er sich zu einem scharfen Kritiker des amerikanischen Strafvollzugswesens entwickelt. Insbesondere hat er wiederholt die in den 80er Jahren begonnene Privatisierung von Teilen des Strafvollzugswesens sowie diverse legislative Maßnahmen des US-Kongresses in den 80er und 90er Jahren angeprangert, die in ihrer Gesamtwirkung zu einer dramatischen Steigerung der amerikanischen Gefängnispopulation von 200.000 Gefangenen in den frühen 70er Jahren auf mehr als 2,2 Millionen Gefangene in den 2020er Jahren geführt haben (dies ist eine Steigerung um 1000 % während die US-Bevölkerung in dieser Zeit nur um 50 % wuchs, so dass die Gefängnispopulation in diesen fünfzig Jahren zwanzigmal so stark anwuchs, wie die Gesamtbevölkerung). Prononcierte Kritik hat er in diesem Zusammenhang gegen den US-Präsidenten Joe Biden gerichtet, dem er vorgeworfen hat durch die von ihm verfasste 1994 Crime Bill eine erhebliche Steigerung der Repressivität der von amerikanischen Gerichten zu verhängenden Strafen selbst für geringe Vergehen zu verantworten zu haben, was maßgeblich zum Anwachsen der Zahl der in amerikanischen Gefängnissen eingesperrten Personen beigetragen habe. So hat Hedges wiederholt formuliert, dass die Hälfte der von ihm unterrichteten Strafgefangenen ohne die Strafvollzugsreformen der 1990er Jahre niemals im Gefängnis gelandet wären. Über seine Erlebnisse als Dozent in Gefängnissen sowie seine Kritik am amerikanischen Strafvollzugswesen hat Hedges in dem 2021 veröffentlichten Buch  Our Class: Trauma and Transformation in an American Prison zusammengefasst.
Von 2016 bis 2022 moderierte Hedges die Sendung On Contact. Diese wurde von RT America, dem amerikanischen Ableger des vom russischen Staat finanzierten Nachrichtensenders RT, dem häufig vorgeworfen wird Propaganda im Sinne der russischen Regierung zu verbreiten, ausgestrahlt. Hedges zufolge wurde ihm, als ihm angeboten wurde, eine Sendung auf dem Sender zu moderieren, völlige redaktionelle Unabhängigkeit zugesichert. Die Sendung On Contact präsentierte jeweils eingehende Betrachtungen zu sozialen, historischen und literarischen Themen. Ein Beispiel für Ausgaben seiner Sendung zu literarischen Themen war eine Sendung von 2020, in der Hedges James Joyce’ Werk Ulysses aus dem Jahr 1920 anlässlich des 100-jährigen Jubiläums der Erstveröffentlichung erörterte, wobei er insbesondere auf die seiner Ansicht nach gegebene Aktualität, der in dem Werk enthaltenen Gedanken in der Gegenwart des Jahres 2020 einging. In historisch ausgerichteten Ausgaben von On Contact befasste er sich mit Themen, wie zum Beispiel dem Aufkommen der NS-Diktatur in Deutschland oder dem Sturz der demokratischen Regierung im Iran unter Mohammad Mossadegh durch Großbritannien und die Vereinigten Staaten im Jahr 1953 und die Errichtung der Diktatur des Schahs in dem Land. Und in Ausgaben zu sozialen Themen mit dem Zustand der Gewerkschaftsbewegung in den Vereinigten Staaten, dem politischen Evangelikalismus oder dem amerikanischen Gefängnissystem. In den meisten Ausgaben der Sendung setzte Hedges sich mit Sachbuchautoren zusammen, die Werke verfasst hatten, die sich mit dem Gegenstand des jeweiligen Themas der Sendung befassten, um diese auf Basis ihrer Expertenkenntnisse über das jeweilige Thema berichten zu lassen. 2017 wurde die Sendung für einen Emmy nominiert.
Nach der Einstellung des Sendebetriebs von RT America Anfang März 2022 im Gefolge des russischen Angriffs auf die Ukraine endete auch Hedges Tätigkeit für den Sender. Hedges hatte den Angriff auf die Ukraine bereits sechs Tage vor der Einstellung des Sendebetriebs von RT America öffentlich verdammt. Er bezeichnete die Invasion der Ostukraine als einen kriminellen Akt der Aggression, monierte aber auch die von den Vereinigten Staaten in den vorausgegangenen Jahren verfolgte Linie, das NATO-Bündnis immer näher an die russische Grenze heran zu expandieren, wobei er diese als ein gefährliches Provokationsspiel bewertete, dass darauf abgezielt habe, Russland dazu zu veranlassen, einen militärischen Konflikt in der Ukraine zu initiieren. In seinem Buch The Greatest Evil is War präzisierte er seine Ansichten zur Genese des Krieges dahingehend, dass er feststelle, dass Russland zwar gute Gründe hätte sich durch den Westen bedroht und betrogen zu fühlen, fügte aber hinzu, dass dies nichts daran ändere, dass die Invasion, in gleicher Weise wie die US-Invasion im Irak, im Sinne der durch die Nürnberger Kriegsverbrecherprozesse von 1945/1946 etablierten Maßstäbe des Völkerrechts ein krimineller Akt der Aggression bzw. ein Angriffskrieg sei.
Im April 2022 begann Hedges mit der Moderation der Sendung The Chris Hedges Report, die anschließend zwei Jahre lang, bis Mai 2024 von The Real News Network (TRNN) ausgestrahlt wurde. Seither produziert Hedges die Sendung in Eigenregie durch die Plattform Substack und veröffentlicht sie u. a. über youtube.
Nach dem Beginn des Israelischen Angriffs auf Gaza im Oktober 2023 hatte Hedges zur Frage des Nahostkonfliktes wiederholt Stellung genommen. Er hat dabei die Auffassung formuliert, dass das Ziel der zionistischen Bewegung seit jeher darin bestehe, den Besitz des gesamten palästinensischen Gebiets zu erlangen und die Bevölkerung von Palästina auszulöschen. Speziell die seit 2023 amtierende Regierung von Benjamin Netanjahu trachte dabei, nach seiner Überzeugung, danach, die Grundlagen für die Schaffung eines Palästinenserstaates dauerhaft zu zerstören. Die Mittel, derer dieser sich zur Erreichung dieses Ziels bediene, seien Genozid und ethnische Säuberung. Als Beispiele für genozidale Maßnahmen der israelischen Regierung gegen die Palästinenser hat er dabei die Bombardierung von Krankenhäusern im Gazastreifen sowie Maßnahmen um der Bevölkerung von Gaza Lebensmittel, Wasser und Medizin vorzuenthalten. Den gegenwärtigen Staat Israel charakterisiert Hedges dabei als einen faschistischen und hassgeleiteten jüdisch-suprematistischen Apartheidsstaat, der von einer ultranationalistischen rechtsradikalen Regierung geführt wird, und der darauf hinsteuert, sich zu einem ethnoreligiösen Staatsgebilde zu entwickeln, in dem alle nicht-jüdischen Teile der Bevölkerung, einschließlich der Israelis mit palästinensischer Ethnizität, früher oder später vertrieben werden würden. Der amerikanische Regierung unter Joe Biden, verschiedenen europäischen Regierungen sowie den amerikanischen und europäischen Medien hat er in diesem Zusammenhang vorgeworfen, die genannte radikale und brutale Politik der israelischen Regierung zu unterstützen, indem sie Narrative der israelischen Propaganda übernehmen und weiterverbreiten, indem sie Israel mit Waffen beliefern und indem sie die Annahme von Waffenstillstandsresolutionen bei den Vereinten Nationen verhindern. Als Hoffnungsschimmer hat er es bewertet, dass der israelische Staat in seiner imperialistischen Verlaufsform sich selbst sein eigenes Todesurteil in Hinblick auf sein soziales Kapital gesprochen habe, weil er durch sein Agieren gegenüber den Palästinensern seine Fassade eine Zivilgesellschaft, ein Rechtsstaat und eine Demokratie zu sein, sichtbar demontiert und seinen eigenen Gründungsmythos zertrümmert habe.

## Ehe und Familie
Hedges war zweimal verheiratet. Seiner ersten Ehe entstammen zwei Kinder. In zweiter Ehe heiratete er die kanadische Autorin Eunice Wong. Aus dieser Ehe hat er zwei weitere Kinder. Er ist ordinierter Geistlicher der presbyterianischen Kirche.

## Publikationen
- 2002: War Is a Force That Gives Us Meaning
- 2003: What Every Person Should Know About War
- 2005: Losing Moses on the Freeway: The 10 Commandments in America
- 2007: American Fascists: The Christian Right and the War on America
- 2008: I Don't Believe in Atheists
- 2008: mit Laila Al-Arian: Collateral Damage: America's War Against Iraqi Civilians
- 2009: Empire of Illusion: The End of Literacy and the Triumph of Spectacle
- 2010: Death of the Liberal Class
- 2010: The World As It Is: Dispatches on the Myth of Human Progress
- 2012: mit Joe Sacco (Zeichnungen): Days of Destruction, Days of Revolt
- 2015: Wages of Rebellion: The Moral Imperative of Revolt
- 2016: Unspeakable
- 2018: America, The Farewell Tour
- 2021: Our Class: Trauma and Transformation in an American Prison
- 2022: The Greatest Evil is War